# Andrew Eaton
Andrew Campbell Eaton (Londonderry, 7 de dezembro de 1959) é um produtor cinematográfico britânico. Como reconhecimento, recebeu indicação ao BAFTA 2014.